# I fantastici viaggi di Sinbad
I fantastici viaggi di Sinbad (The Fantastic Voyages of Sinbad the Sailor), nota anche come I fantastici viaggi di Sinbad il marinaio, è una serie televisiva animata statunitense del 1996, sceneggiata da Doug Molitor
Basata sulle storie del marinaio Sinbad de Le mille e una notte, la serie è stata trasmessa per la prima volta negli Stati Uniti su Cartoon Network dal 1996, per un totale di 26 episodi ripartiti su una stagione. In Italia la serie è stata trasmessa su Rete 4, all'interno di Game Boat, dal 12 gennaio 1998.

## Trama
Un giovane marinaio di nome Sinbad decide di viaggiare verso lidi lontani in compagnia di Hakeem e del suo gatto Kulak.

## Personaggi e doppiatori

### Personaggi principali
- Sinbad, voce originale di Bob Bergen, italiana di Patrizio Prata. Il marinaio protagonista della storia.
- Hakeem, voce originale di Jim Cummings, italiana di Patrizia Mottola. Un bambino adottato da Sinbad, suo braccio destro e compagno di avventure.
- Kulak. Un felino simile ad una lince, inseparabile amico di Hakeem.

### Personaggi ricorrenti
- Soraya, voce originale di Melissa Disney, italiana di Emanuela Pacotto. L'amica di Sinbad e un'avventuriera solitaria.
- Kilimantoor, voce originale di Eric Jacklin, italiana di Mario Zucca. Un potentissimo e temuto mago, acerrimo nemico di Sinbad, in quanto il marinaio ha distrutto la sua caverna del tesoro.
- Mastegar, voce originale di Kath Soucie, italiana di Pino Pirovano. Il nipote (di zio) di Kilimantoor. Ha la capacità magica di trasformarsi in qualsiasi animale.
- Cantastorie, voce originale di Robert Ridgely, italiana di Antonio Paiola. L'anziano narratore delle fantastiche avventure di Sinbad, sempre in compagnia di Kulak.

## Episodi
| N° | Titolo originale               | Titolo italiano                | Prima TV Italia |
| -- | ------------------------------ | ------------------------------ | --------------- |
| 1  | The Beginning                  | L'avventura comincia           | 12 gennaio 1998 |
| 2  | The Land of the Giant Roc      | L'isola dei giganti            |                 |
| 3  | Curse of the Gorgon            | La cintura del faraone         |                 |
| 4  | The Idol of Lahk-Ra            | Il custode del tempio          |                 |
| 5  | The Lost City of Aquatica      | La città perduta di Acquatica  |                 |
| 6  | The Ruby Eye of the Cyclops    | L'occhio dalla vista infinita  |                 |
| 7  | The Triangle of Doom           | Il triangolo della paura       |                 |
| 8  | Flight of the Unicorn          | L'unicorno                     |                 |
| 9  | The Imp of Evil                | Il terribile folletto          |                 |
| 10 | The Mystery of Elephant Island | L'isola degli elefanti         |                 |
| 11 | The Isle of the Amazons        | L'isola delle amazzoni         |                 |
| 12 | The Sandpits of Kaboo!         | Il deserto incantato           |                 |
| 13 | The Curse of the Gorgon        | La perfida Gorgone             |                 |
| 14 | The Winged Argosy              | Il galeone alato               |                 |
| 15 | The Meteor of Destruction      | Il planetoide di Zakir         |                 |
| 16 | Sinbad's Deadly Double         | Il sosia di Sinbad             |                 |
| 17 | The Tomb of the Crystal Wizard | Il mago di cristallo           |                 |
| 18 | The Cloak of Changing          | Il mantello magico             |                 |
| 19 | Land of the Tiny Warriors      | La terra dei piccoli guerrieri |                 |
| 20 | Hakeem and the Flying Carpet   | Il mostro marino               |                 |
| 21 | The Leviathan and the Maiden   | Il tappeto                     |                 |
| 22 | The Deadly Fountain of Youth   | La fontana della giovinezza    |                 |
| 23 | The Island of Horrors          | L'isola degli orrori           |                 |
| 24 | The Witches' Cauldron          | Le streghe delle tenebre       |                 |
| 25 | Beauty and the Minotaur        | Il minotauro                   |                 |
| 26 | Tale of the Golden Touch       | Il genio                       |                 |